# Oriphatnus
Oriphatnus är ett släkte av steklar. Oriphatnus ingår i familjen brokparasitsteklar.
Kladogram enligt Catalogue of Life:
| Oriphatnus | \| \| Oriphatnus pseudileantus \| \| \| \| \| \| Oriphatnus triangulifer \| \| \| \| |
|            | \| \| Oriphatnus pseudileantus \| \| \| \| \| \| Oriphatnus triangulifer \| \| \| \| |
|            | Oriphatnus pseudileantus                                                             |
|            |                                                                                      |
|            | Oriphatnus triangulifer                                                              |
|            |                                                                                      |